# Steganalys
Denna artikel handlar om steganalys inom musikteori. För steganalys inom ekonomi, se bidragskalkyl.
Steganalys används i harmoniläran för att beskriva ackordens förhållande i ett musikstycke. Metoden utvecklades under 1800-talet, framför allt av musikteoretikern Gottfried Weber (1779-1839). I steganalysen beskrivs en treklang som en romersk siffra, vilken kan följas av eventuella färgningar. Den romerska siffran representerar vilken ton i tonartens skala som ska vara grundton i treklangen. I exempelvis tonarten C-dur skrivs treklangen F-dur som IV, eftersom F är den fjärde tonen i en C-durskala och F-dur ackord (till skillnad från F-moll) bara består av toner i C-dur skala. Treklangen d-moll beskrivs som II, eftersom D är den andra tonen i C-durskalan, och D-mollackordet (men inte D-dur) bara består av toner i C-dur skala. Ofta skrivs mollackord med gemener och durackord med versaler.

### Fotnoter
1. ↑  Sohlmans musiklexikon, uppslagsord: Steglära; Weber, Gottfried.